# دایهاتسو نیکد
دایهاتسو نیکد (ژاپنی: ダイハツ・ネイキッド) یک خودرو کی است که توسط خودروساز ژاپنی دایهاتسو از سال ۱۹۹۹ تا ۲۰۰۴ ساخته شده است. این خودرو نخستین بار در نمایشگاه اتومبیل توکیو ۱۹۹۹ به نمایش گذاشته شد.معنی نیکد لخت است.  این خودرو با یک موتو ۶۵۸ سی سی بنزینی که قدرت آن به چرخ های جلو یا هر چهار چرخ منتقل می شود در دسترس بود. طراحی این خودرو متاثر از فیات پاندا است. 

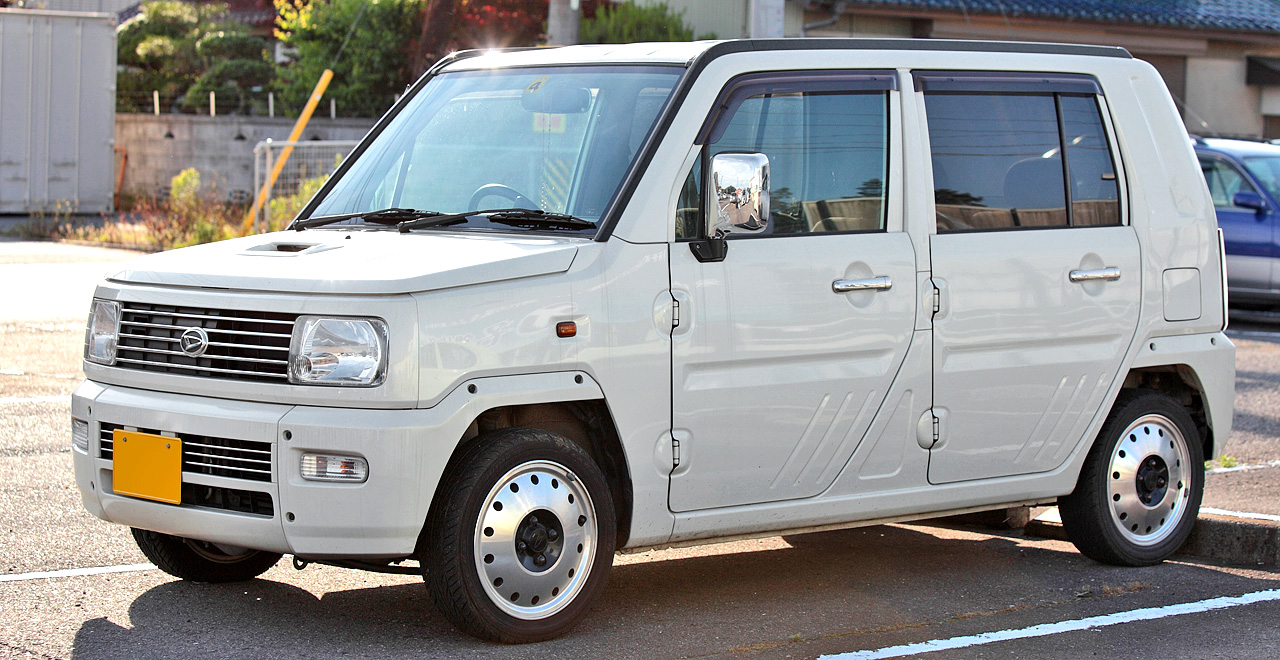
دایهاتسو نیکد توربو
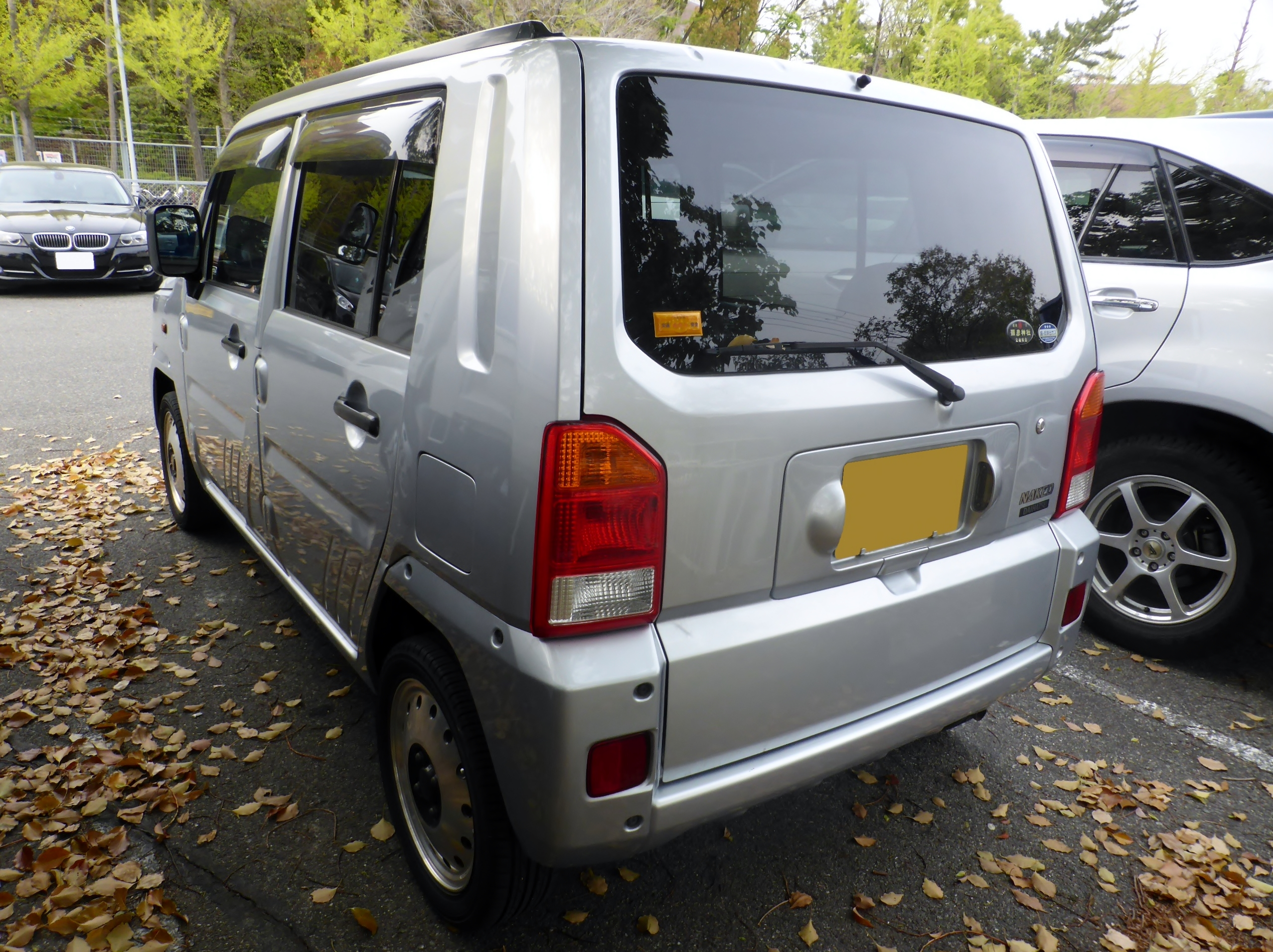
دایهاتسو نیکد